# Acizzia acaciaepycnanthae
Acizzia acaciaepycnanthae är en insektsart som först beskrevs av Walter Wilson Froggatt 1901.  Acizzia acaciaepycnanthae ingår i släktet Acizzia och familjen rundbladloppor. Inga underarter finns listade i Catalogue of Life.